# Theres

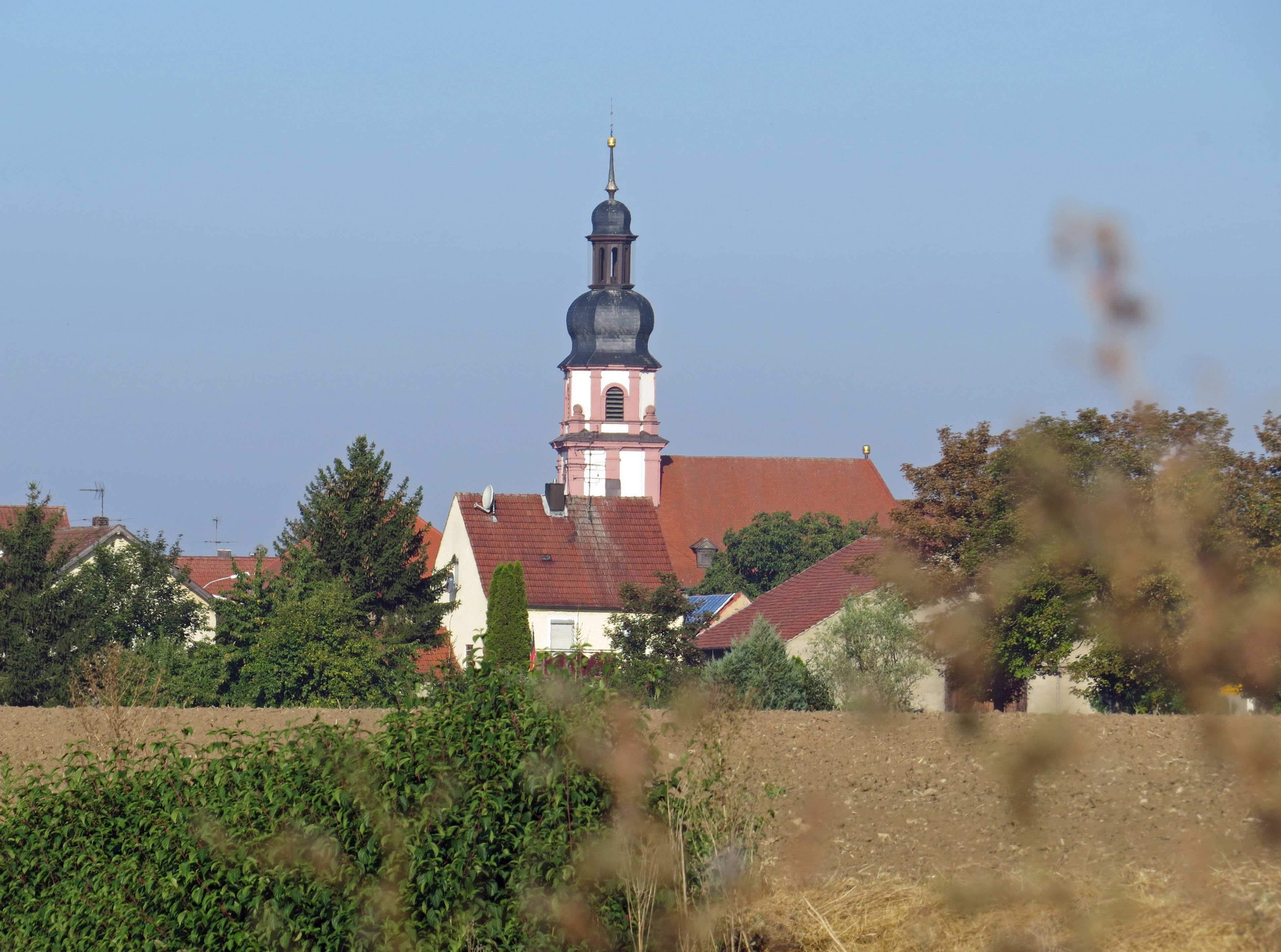
Untertheres von Südosten

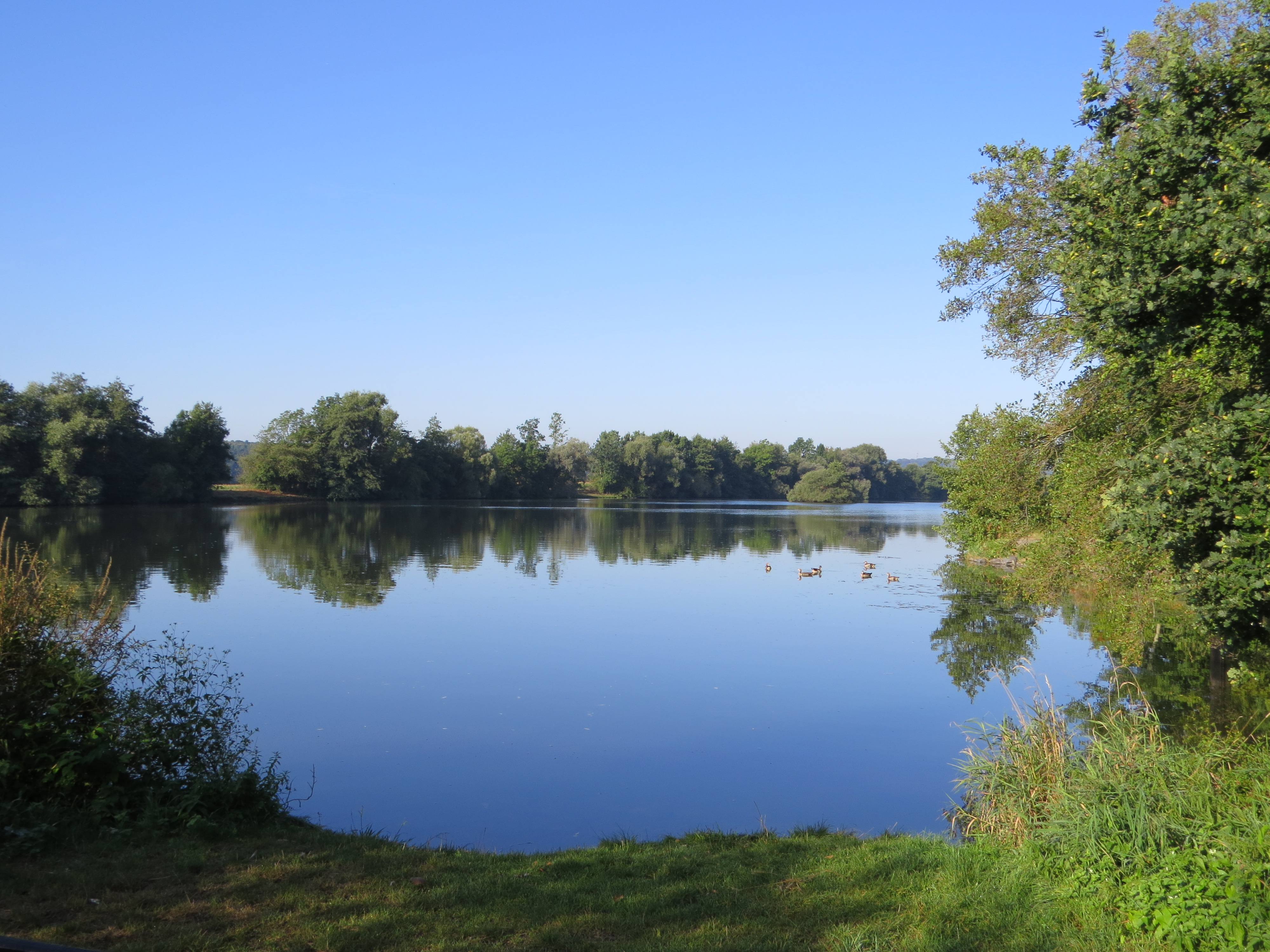
Main bei Untertheres

Theres ist eine Gemeinde im unterfränkischen Landkreis Haßberge. Der Sitz der Gemeindeverwaltung ist Obertheres. Die Gemeinde ist  Sitz der Verwaltungsgemeinschaft Theres.

## Geografie

### Lage
Die Gemeinde liegt unmittelbar am Mainufer etwa 40 Kilometer westlich von Bamberg und 20 Kilometer östlich von Schweinfurt am südöstlichen Rand der Schweinfurter Rhön. Die unmittelbar am Fluss gelegenen Areale zählen dagegen zum Naturraum Oberthereser Maintal im Steigerwaldvorland.

### Gemeindegliederung
Es gibt sieben Gemeindeteile (in Klammern ist der Siedlungstyp angegeben):
- Buch (Kirchdorf)
- Eichenbühl (Einöde)
- Horhausen (Kirchdorf)
- Obertheres (Pfarrdorf)
- Steinsmühle (Einöde)
- Untertheres (Pfarrdorf)
- Wagenhausen (Dorf)

### Nachbargemeinden
Nachbargemeinden sind (von Norden beginnend im Uhrzeigersinn): Schonungen, Haßfurt, Wonfurt, Donnersdorf, Grettstadt und Gädheim.

## Geschichte

### Bis zur Gemeindegründung
Erstmals wurde Theres im Jahre 802 urkundlich erwähnt. Das nicht mehr vorhandene Benediktinerkloster wurde um 1045 von Bischof Suidger von Bamberg gegründet. Als Teil des Hochstiftes Würzburg (bzw. des Klosters Theres) gehörte Theres ab 1500 zum Fränkischen Reichskreis. Es wurde nach der Säkularisation zugunsten Bayerns im Frieden von Preßburg (1805) Erzherzog Ferdinand von Toskana zur Bildung des Großherzogtums Würzburg überlassen, mit dem es 1814 endgültig an Bayern fiel.

### Eingemeindungen
Die Gemeinde entstand im Zuge der Gebietsreform in Bayern am 1. Mai 1978 durch die Zusammenlegung der Gemeinden Obertheres, Untertheres und Buch. Bereits am 1. Januar 1974 war die Gemeinde Horhausen nach Obertheres eingemeindet worden.

### Einwohnerentwicklung
Im Zeitraum 1988 bis 2018 stieg die Einwohnerzahl von 2430 auf 2751 um 321 Einwohner bzw. um 13,2 %. 2004 hatte die Gemeinde 2809 Einwohner.

## Politik

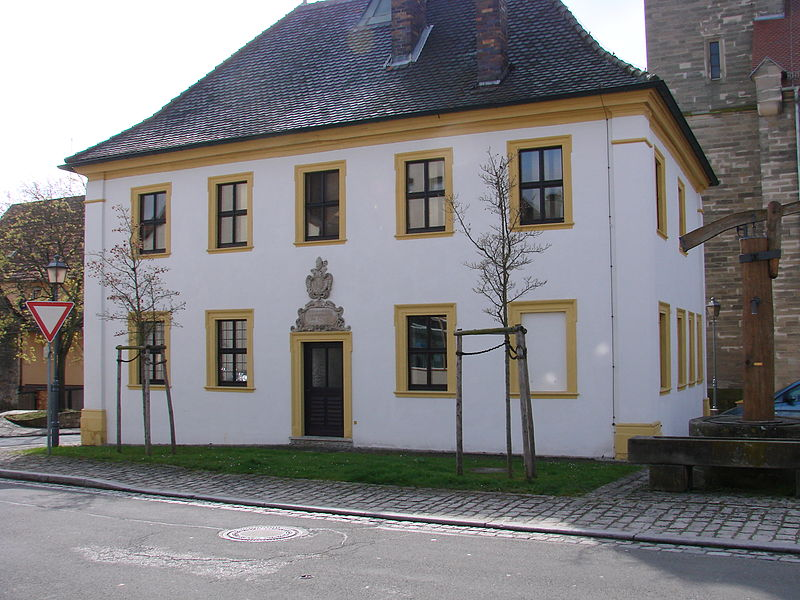
Das historische Rathaus von Obertheres (ehemaliges Gerichtsgebäude)

### Gemeinderat
Der Gemeinderat hat 14 Mitglieder. Bei den Gemeinderatswahlen von 2008 bis 2020 ergab sich jeweils folgende Sitzverteilung:
| Partei/Liste                                         | 2008  | 2014  | 2020  | 2020  |
| Partei/Liste                                         | Sitze | Sitze | %     | Sitze |
| CSU – Dorfgemeinschaft Untertheres                   | 4     | 4     | 27,02 | 4     |
| SPD                                                  | 3     | 3     | 16,07 | 2     |
| Grüne                                                | –     | –     | 8,95  | 1     |
| Oberthereser Gemeinschaftsliste (OGL)                | 4     | 3     | 24,60 | 3     |
| Wählergemeinschaft Horhausen                         | 1     | 1     | 5,75  | 1     |
| Thereser Demokraten (TD)                             | 2     | 2     | 13,18 | 2     |
| Soziale Unabhängige Bürgergemeinschaft Theres (SUBT) | –     | 1     | 4,42  | 1     |
| Gesamt                                               | 14    | 14    | 100   | 14    |

### Bürgermeister
Erster Bürgermeister ist seit 2011 Matthias Schneider (CSU), der im ersten Wahlgang bei zwei Gegenkandidaten 50,48 % der Stimmen erhielt. Sein Vorgänger war Hans-Peter Reis (Wählergemeinschaft Buch und Horhausen). Schneider wurde am 19. März 2017 mit 68,1 Prozent der Stimmen wieder gewählt. Die Stellvertreter des Bürgermeisters sind der Zweite Bürgermeister Joachim Türke und der Dritte Bürgermeister Manfred Rott.

### Wappen
| | Blasonierung: „Gespalten von Rot und Gold; vorne in silbernem Dreifuß ein mit Henkeln versehener goldener Ölkessel, hinten ein aufsteigender blaubewehrter roter Fuchs“ |
| Der Fuchs geht auf Abt Gregor II. Fuchs, der im Benediktinerkloster Theres von 1715 bis 1755 als Abt tätig war, zurück. Der Ölkessel ist das Sinnbild des hl. Vitus, der um 304 einen Märtyrertod in siedendem Öl starb. Das Wappen wurde 1959 Vom Schweinfurter Heraldiker Fritz Kretschmar entworfen und am 17. März 1960 vom Bayerischen Staatsministerium des Innern bestätigt. Ursprünglich das Wappen der Gemeinde Obertheres, ist es seit 1978 auch das Wappen der Gemeinde Theres. | |

## Kultur und Sehenswürdigkeiten

### Musik

#### Musikverein Untertheres
Der 1949 gegründete Verein zählt zu den aktivsten Vereine in der Gemeinde Theres. Er veranstaltet regelmäßig Konzerte und andere festliche Aktivitäten im Ort.

#### Musikverein Obertheres
Der Verein wurde 1965 von 15 aktiven Musikanten gegründet. Er wuchs auf 154 Mitglieder an, von denen 25 aktive Musikanten sind und richtet das seit 1972 traditionelle Osterkonzert aus.

#### Gesangverein Obertheres -THERISSIMO-

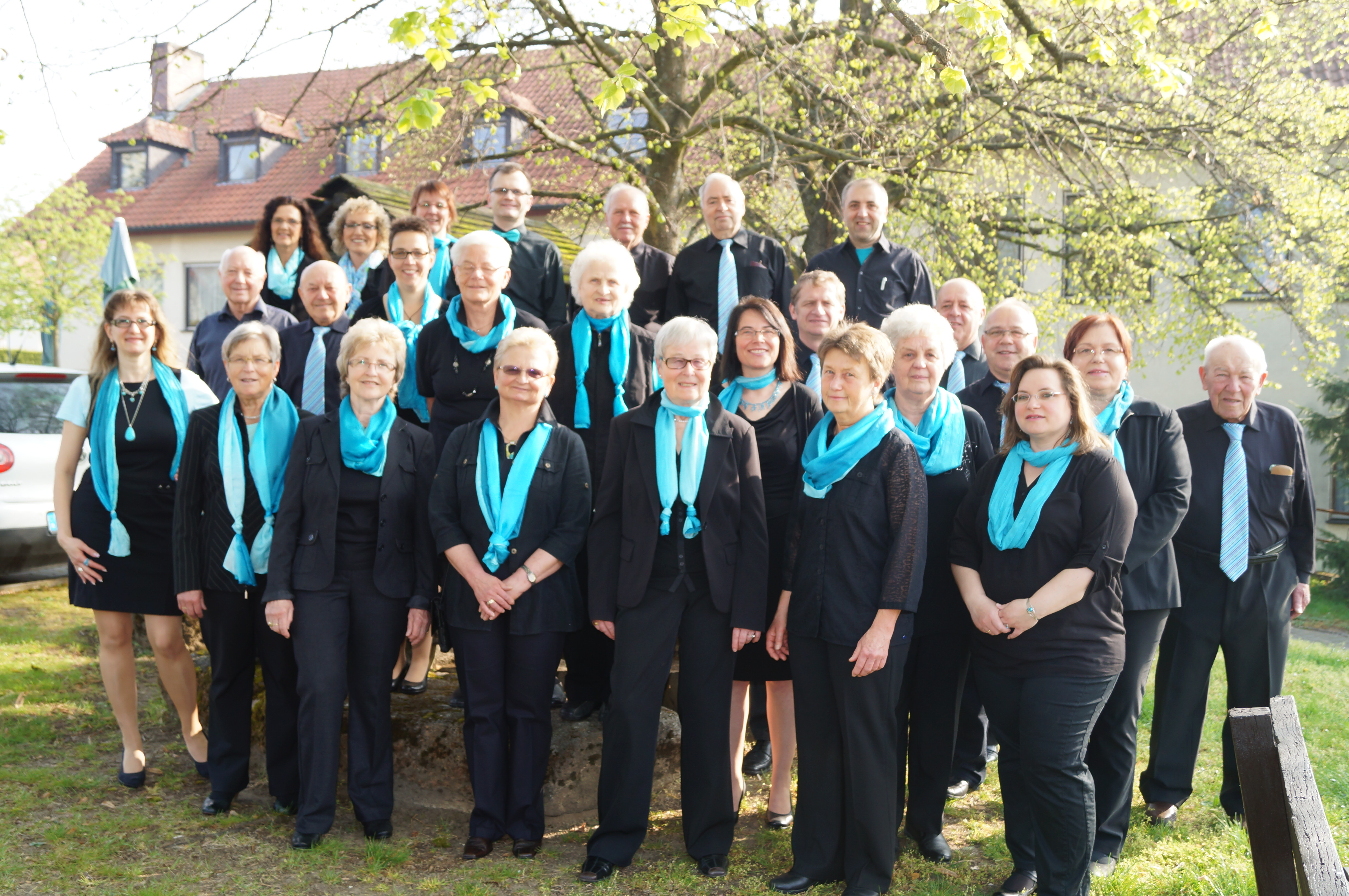
Der Chor des Gesangverein Obertheres im Jubiläumsjahr 2014

1884 gründeten junge Männer aus Obertheres im heutigen Gasthof Gutschenke einen geselligen Verein Frohsinn. Da in zunehmendem Maße der Gesang im Mittelpunkt der Treffen stand, wurde der Verein am 14. Dezember 1889 in Gesangverein Frohsinn umbenannt. Später trat man dem Fränkischen Sängerbund bei. Der Gesangverein ist der älteste Verein der Gemeinde Theres.
Der Chor wird musikalisch von Bernhard Oberländer geleitet. Die Pflege der Volkslieder aus der Ditfurth’schen Liedersammlung ist eine selbstgestellte Aufgabe. 2014 feierte der Verein sein 125-jähriges Bestehen und 2017 benannte sich der Chor in  THERISSIMO um.

### Baudenkmäler
- Benediktinerkloster Theres

### Regelmäßige Veranstaltungen
- Der Turnverein Obertheres veranstaltet einmal jährlich das Starkbierfest.
- Die Braugemeinschaft Buch veranstaltet alle zwei Jahre im Sommer ein Brauerfest.
- Der Obst- und Gartenbauverein Buch feiert jedes Jahr im September ein Backofenfest.
- Der Gesangverein Obertheres veranstaltet immer am vierten Adventssonntag ein Weihnachtskonzert.
- Die Unterthereser Dorfjugend veranstaltet an jedem 1. Januar ein Neujahrssingen. Sie ziehen von Haus zu Haus und tragen und traditionelles Liedgut vor. Gemeinhin wird nach jeder Gesangesvorführung zu Speis und Trank eingeladen.

### Kulinarische Spezialitäten
Zum Starkbierfest in Obertheres wird ein spezielles Starkbier, das Theresator angeboten, ursprünglich von der Haßfurter Brauerei Hiernickel und heute von der Kulmbacher Brauerei gebraut.

## Trivia
Die Schriftstellerin Gertrud von le Fort hat den Ort in der Geschichte Die Vöglein von Theres verewigt.

## Persönlichkeiten

### Söhne der Gemeinde
- Johann Peter Wagner (* 1730; † 1809), Bildhauer
- Johann Lorenz Joseph Schmitt (* 1737; † 1796), Violinist
- Joseph Martin Schmitt (* 1739; † 1809), Komponist
- Johann Sebastian Barnabas Pfaff (* 1747; † 1794), Bildhauer
- Erwin Dotzel (* 1949), Politiker (CSU)

### Persönlichkeiten, die vor Ort gewirkt haben
- Pfalzgraf Adalbert von Babenberg (854–906) aus dem Haus der Popponen wurde auf der Burg Theres enthauptet. Sein Grabmal, das 1727 erneuert wurde, kam nach Auflösung des Klosters Theres und Abbruch der Kirche auf die Altenburg (Bamberg) und befindet sich dort im Durchgang des Torhauses.
- Johann Thomas Wagner (1691–1769), Bildhauer
- Franz Wilhelm von Ditfurth (1801–1880), Sammler fränkischer Volkslieder, wurde von seinem Bruder, dem Freiherrn Georg von Ditfurth, von 1830 bis 1855 im Schloss Theres, dem ehemaligen Kloster, beherbergt.
- Herman Schell (1850–1906), katholischer Theologe und Philosoph, wirkte vor 1879 als Kaplan in Obertheres.
- Paul Maar (* 1937), Autor, geboren im nahen Schweinfurt, lebte einige Jahre in Obertheres und verarbeitete diese Zeit auch in Büchern (z. B. Kartoffelkäferzeiten).